# 18 B Sides + DVD
18 B Sides + DVD è una raccolta su doppio disco (CD e DVD) del musicista Moby pubblicata nel 2003.
Il primo disco è un CD contenente nove dei B-sides tratti dai singoli del suo precedente album 18 e quattro nuove canzoni, mentre il secondo è un DVD presentante uno show televisivo, un concerto dal vivo, outtakes, remix, demo musicali, versioni alternative dei brani tratti da 18 e Play, più una galleria fotografica.
La compilation è stata pubblicata negli Stati Uniti in un CD-Case Style, e nel Regno Unito, in un DVD-Case Style con il titolo alternativo di 18 DVD + B Sides.

## Tracce
CD
Testi e musiche di Richard Melville. 
1. Landing – 3:44
2. Love of Strings – 6:10
3. Nearer – 4:19
4. Afterlife – 3:56
5. String Electro – 6:56
6. Downhill – 5:19
7. Soul to Love – 4:27
8. Bed – 4:17
9. Piano & Strings – 5:18
10. Horse & Carrot – 6:54
11. Life's So Sweet – 6:32
12. ISS – 8:44
13. Stay – 3:10

DVD
Moby's TV Show
1. We Are All Made of Stars
2. In This World
3. Jam for the Ladies
4. Extreme Ways
5. Sunday (The Day Before My Birthday)

Live at Glastonbury 29.06.03
1. 18
2. Natural Blues
3. Go
4. Porcelain
5. Another Woman
6. Find My Baby
7. In This World
8. In My Heart
9. Bring Back My Happiness
10. We Are All Made of Stars
11. Why Does My Heart Feel So Bad?
12. Jam for the Ladies
13. I Wanna Be Your Dog (Iggy Pop cover)
14. Bodyrock
15. Honey
16. Feeling So Real
17. Creep (Radiohead cover)

Outtakes and Bonus Songs
1. "Song We Made Together in 30 Minutes"
2. Great Escape (original demo)
3. We Are All Made of Stars (original slow version)
4. "E2D" (outtake da Play)
5. Guitar and Flute (original demo)
6. 18 (original demo)
7. Why Does My Heart Feel So Bad? (original demo)
8. We Are All Made of Stars (Slow Synth Mix)
9. "KR" (Outtake da Play)
10. Flatlands (B-Side outtake da 18)
11. I Love to Watch You Sing (B-Side outtake da 18)
12. American Dry (B-Side outtake from 18)
13. Cunning (B-Side outtake From 18)
14. Waiting (outtake from 18)
15. 641 (B-Side outtake from 18)
16. Extreme Ways Live (rough bootleg mix)
17. Say My Name (recorded in my bathroom with one mic)
18. So Far Gone (B-Side outtake from 18)
19. Tower (B-Side outtake from 18)
20. Girl Bed (B-Side outtake from 18)
21. Offland

Megamix
1. In This World (Push Vocal Club Mix)
2. Sunday (The Day Before My Birthday) (West London Deep Club Mix)
3. In This World (Slacker's Rain Before Carnival Mix)
4. We Are All Made of Stars (DJ Tiësto's Full Vocal Remix)
5. In My Heart (Ferry Corsten Remix)
6. Jam for the Ladies (Nevins Reggae Dub Banger)
7. Extreme Ways (John Creamer & Stephane K Remix)
8. In This World" (ATFC's Southern Fried Vocal)
9. We Are All Made of Stars (Timo Maas Dub Mix)
10. Jam for the Ladies (Voodoo Child Remix)
11. In My Heart (Sean Tyas Misses Twilo Mix)